# Robert La Fosse
Robert La Fosse (Beaumont, 1959) è un ex ballerino e coreografo statunitense, primo ballerino dell'American Ballet Theatre dal 1983 al 1985 e del New York City Ballet dal 1986 al 2002.

## Biografia
Si unì all'American Ballet Theatre in qualità di ballerino di fila nel 1977 e, due anni più tardi, fu notato da Gwen Verdon, che lo volle nel musical di Bob Fosse Dancin' a Broadway. Dopo sei settimane di assenza, tornò a danzare con l'ABT nel 1980, quando Michail Baryšnikov fu nominato nuovo direttore artistico della compagnia. La Fosse era il protégé di Baryšnikov, la cui promozione gli spianò la strada: nel 1981 fu promosso a solista e cominciò a danzare ruolo di maggior rilievo in balletti come Fancy Free di Jerome Robbins, Prodigal Son di George Balanchine e Rodeo di Agnes de Mille. Nel 1982 ottenne buone recensioni quando fece il suo esordio come Albrecht in Giselle al Metropolitan Opera House e l'anno successivo fu promosso al rango di primo ballerino. Il suo repertorio con la compagnia annoverava molti dei grandi ruoli maschili romantici, classici e neo-classici, tra cui James ne La Sylphide, Franz in Coppelia, Siegfried ne Il lago dei cigni e Solor ne La Bayadere, eseguendo anche coreografie di Eugene Loring, Antony Tudor e Twyla Tharp. Nel 1985 danzò nel ruolo di Romeo nel primo allestimento newyorchese del Romeo e Giulietta di Sir Kenneth MacMillan accanto alla Giulietta di Leslie Browne. Nello stesso anno fece il suo debutto come coreografo con il pas de deux Rappacini's Daughter per la compagnia itinerante di Baryšnikov.
Nel 1986 ha lasciato l'ABT per unirsi al New York City Ballet, facendo il suo esordio nella compagnia danzando nel Prodigal Son di George Balanchine. Nel 1987 esordì sulle scene italiane, danzando in una serata di gala in onore di Leonard Bernstein al Gran Teatro La Fenice e, inoltre, pubblicò la sua autobiografia, Nothing to Hide. Nel 1989 tornò brevemente a Broadway per danzare in Jerome Robbins' Broadway, che gli valse una candidatura al Tony Award al miglior attore protagonista in un musical. Durante i suoi sedici anni con il City Ballet, La Fosse ampliò notevolmente il proprio repertorio con coreografie di Jerome Robbins, danzando in occasione delle prime di Quiet City, Piccolo Balletto e West Side Story Suite. Ha inoltre coreografato oltre una dozzina di balletti per il City Ballet. La Fosse si è ritirato ufficialmente dalla compagnia nel 2002, pur tornandovi a danzare in annualmente (principalmente come Herr Drosselmeyer ne Lo schiaccianoci) in qualità di guest artist.
È dichiaratamente gay.